# Darya Reznichenko
Darya Reznichenko, z domu Ahmedova (ur. 3 kwietnia 1991) – uzbecka lekkoatletka specjalizująca się w skoku w dal.

## Kariera sportowa
Dwunasta zawodniczka mistrzostw świata juniorów w Moncton (2010). W 2013 zajęła 5. miejsce na mistrzostwach Azji w Pune. Halowa wicemistrzyni Azji z Hangzhou (2014).
Złota medalistka mistrzostw Uzbekistanu.
Rekordy życiowe: stadion – 6,70 (23 maja 2021, Duszanbe); hala – 6,41 (3 lutego 2012, Taszkent).

## Osiągnięcia
| Rok  | Impreza                     | Miejsce  | Lokata            | Wynik (m) |
| ---- | --------------------------- | -------- | ----------------- | --------- |
| 2010 | Mistrzostwa świata juniorów | Moncton  | 12. miejsce       | 5,81      |
| 2013 | Mistrzostwa Azji            | Pune     | 5. miejsce        | 6,24      |
| 2014 | Halowe mistrzostwa Azji     | Hangzhou | 2. miejsce        | 6,30      |
| 2014 | Igrzyska azjatyckie         | Incheon  | 7. miejsce        | 6,25      |
| 2015 | Mistrzostwa Azji            | Wuhan    | 9. miejsce        | 6,02      |
| 2021 | Igrzyska olimpijskie        | Tokio    | el. – 26. miejsce | 6,19      |